# 辛亥革命黄花岗起义平南县殉国五烈士纪念碑
辛亥革命黄花岗起义平南县殉国五烈士纪念碑，位于中国广西壮族自治区平南县平南镇城东路县五烈士纪念塔 罗冲桥畔，为一个省级文物保护单位，类型为革命遗址及革命纪念建筑物，为第四批广西壮族自治区文物保护单位，公布时间为1994年7月8日。
辛亥革命黄花岗起义平南县殉国五烈士纪念碑的历史年代为1935。